# Sophie Anthamatten
Sophie Anthamatten, född den 26 juli 1991 i Saas-Grund i Schweiz, är en schweizisk ishockeyspelare.
Hon tog OS-brons i damernas ishockeyturnering i samband med de olympiska ishockeytävlingarna 2014 i Sotji.